# Държавно устройство на Сингапур
Сингапур е парламентарна република.

## Президент
Президентът на Сингапур е държавен глава, избиран за срок от 6 години.

## Законодателна власт
Законодателният орган на Сингапур е парламентът в състав от 84 депутати, избирани за срок от 5 години.